# Adolf Jellinek
Gravura de Adolf Jellinek mostrado em vestes rabínicas e xale de oração, apoiado em um livro, 1860
assinatura
Vista da sepultura.
Adolf (Aron) Jellinek (em hebraico: אהרן ילינק Aharon Yelink, Drslavice, perto de Uherský Brod, Morávia (atual República Tcheca), 26 de junho de 1821 — Viena, 29 de dezembro de 1893) foi um estudioso judeu, rabino liberal e conhecido pregador em Leipzig e Viena.
Foi um defensor da “Ciência do Judaísmo” e escreveu várias obras sobre a filosofia religiosa judaica, em especial sobre o misticismo judaico, a Cabala, a história religiosa e a literatura midráxica.
Tanto em seus sermões quanto em seu trabalho jornalístico, Jellinek representou o judaísmo emancipado, religiosa e politicamente liberal, que estava comprometido com a nação cultural alemã e lutou contra o antissemitismo crescente em um estágio inicial.

## Família e origem
Adolf Jellinek nasceu Aron Jellinek em 29 de outubro de 1820 (conforme seu próprio registro de nascimento, em 26 de junho de 1821) como o mais velho dos três filhos do destilador de conhaque Isaak Löw Jellinek (1791/1794–1854) e sua esposa Sara, nascida Back (1799–1826), que vinha de uma família de rabinos, na vila de Drslavice, perto de Uherský Brod, na Morávia. Seus dois irmãos mais novos eram Herschel, o escritor, jornalista e revolucionário Hermann Jellinek (nascido em 1823), foi executado em 1848 aos 26 anos por ter-se associado ao movimento nacional húngaro de 1848. Um dos trabalhos mais conhecidos de Hermann Jellinek foi Uriel Acosta. Um outro irmão, Moritz Jellinek (1823-1883), foi um bem-sucedido economista, e contribuiu para a Academia de Ciências com ensaios sobre o preço dos cereais e a organização estatística do país. Fundou a companhia de bondes de Budapeste (1864) e foi também presidente da bolsa do milho.
Adolf Jellinek foi casado com Rosalie Bettelheim (Budapeste, 1832 - Baden bei Wien, 1892), filha de um rico comerciante judeu de Budapeste, desde 1850. O casal teve cinco filhos. Seu filho mais velho, Georg Jellinek, foi nomeado professor de Direito internacional na Universidade de Heidelberg em 1891. Seu outro filho, Max Hermann Jellinek (1868-1938), foi professor assistente de Filologia alemã na Universidade de Viena, em 1892, tornou-se um professor associado em 1900 e professor pleno de 1900 até 1934, e a partir de 1919 também um membro da Academia Austríaca de Ciências (Österreichische Akademie der Wissenschaften) Um terceiro filho Emil Jellinek (1853-1918), foi um rico empresário na Riviera Francesa, e mais tarde, como cônsul austríaco em Mônaco, costumava usar como pseudônimo o nome de sua filha Mercedes, quando praticava seu divertimento predileto, corrida de automóveis. Sua associação nos negócios com a Daimler-Motoren-Gesellschaft tornou-se tão intensa, que o novo modelo que encomendou foi chamado de Mercedes, primeiro nome de sua filha Mercédès Jellinek.

### Suposta origem cristã
Diz-se que o pai de Jellinek, Isaak Löw, era filho do fazendeiro Georg Jelinek, membro de uma seita hussita “sionista”, que se converteu ao judaísmo com sua esposa Libuscha no final do século XVIII. Segundo Klaus Kempter, em sua dissertação sobre os Jellineks publicada em 1998, a tese das origens cristãs dos Jellineks foi apresentada pela primeira vez por um autor tcheco em 1914, foi adotada por outros autores e defendida especialmente pelo especialista em direito constitucional e internacional Walter Jellinek, um filho de Georg Jellinek, depois que os nacional-socialistas tomaram o poder e pode ser encontrada em vários relatos biográficos a partir de 1935. Segundo Kempter, não há evidências para a tese da origem cristã dos Jellineks, nem há nenhuma indicação de que Adolf Jellinek tenha assumido ou mesmo enfatizado uma origem cristã, como às vezes é alegado. No entanto, o neto de Jellinek, Raoul Fernand Jellinek-Mercedes, estava convencido de ser de ascendência não judaica até pouco antes de seu suicídio (em 1939, em face das represálias dos nacional-socialistas).

## Vida e trabalho

### Infância e educação

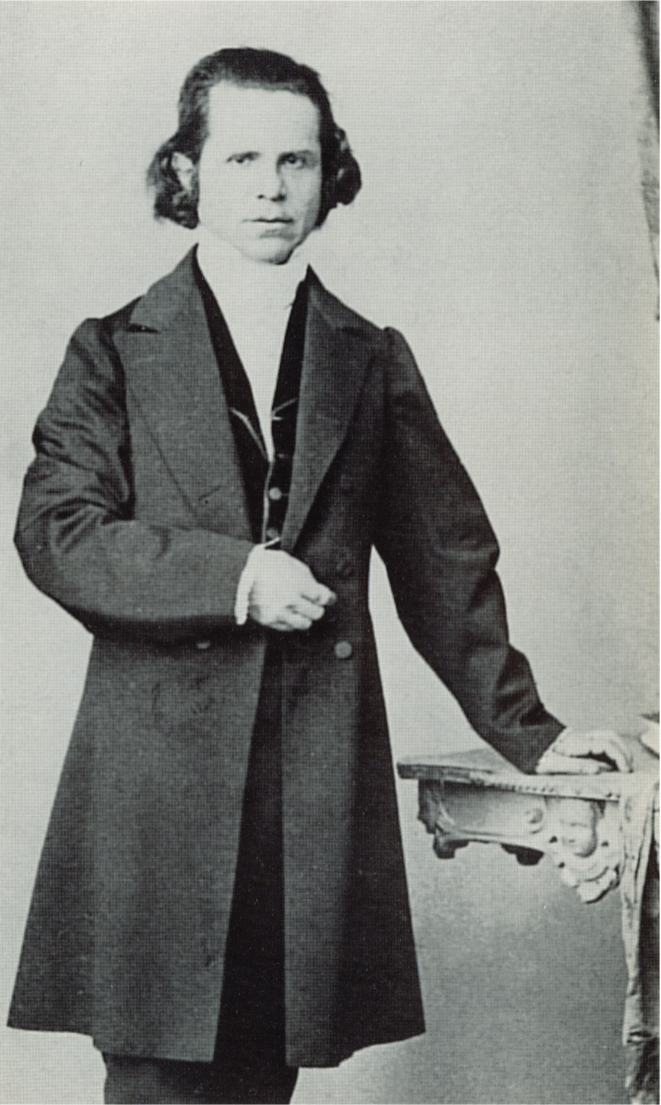
Adolf Jellinek por volta de 1860

Jellinek, cuja mãe faleceu ainda muito jovem, cresceu sob os cuidados de sua avó materna em Uherský Brod. Inicialmente, recebeu aulas particulares e, aos seis anos, entrou na escola primária judaica, o cheder, uma escola primária tradicional judaica que ensina o básico do hebraico e do judaísmo, e também frequentou a escola alemã administrada pela comunidade judaica, onde eram ensinadas matérias seculares. Ele era considerado uma criança talentosa com uma excelente memória. Aos treze anos, foi transferido para a yeshivá de Moses Katz Wanefried, em Prostějov, onde estudou o Talmude, bem como idiomas modernos, especialmente francês e italiano, e literatura judaica. Em agosto de 1838, foi para Praga, trabalhou como tutor, continuou sua educação em estudos particulares — inclusive na yeshiva de Eisig Redisch e como aluno livre na Universidade de Praga — e aprendeu as matérias das escolas secundárias austríacas. No final de 1841, como “candidato rabínico”, ele também ouviu palestras do rabino-chefe de Praga, Salomon Juda Rapoport, que defendia uma abordagem científica moderna para os estudos do Talmude, e sermões de Michael Sachs, um pregador reformado moderado.
Ele só pôde iniciar seus estudos universitários após passar no exame de conclusão do ensino médio na Escola de São Tomás, em Leipzig, para onde se mudou em 1842. Na Universidade de Leipzig, estudou filosofia e filologia com Julius Fürst, o único judeu de estudios judaicos em uma universidade alemã, com o orientalista Heinrich Leberecht Fleischer e o teólogo Christian Hermann Weiße, dedicou-se a estudos orientalistas, aprendeu árabe e outros idiomas orientais e estudou o Alcorão. Concluiu seus estudos em Leipzig em abril de 1849.
Jellinek já havia se tornado colaborador do periódico judaico Der Orient em 1843 e, em maio de 1844, tornou-se o editor responsável pelo “Sabbath-Blatt für die Belehrung, Erbauung und Unterhaltung jüdischer Leser” (Jornal Sabático para a Instrução, Edificação e Entretenimento dos Leitores Judeus), que era estreitamente associado a Leopold Zunz. No mesmo ano também foi publicada sua primeira publicação acadêmica importante, a tradução, expansão e revisão da obra de Adolphe Franck sobre o misticismo da Cabala, que havia sido publicada em francês no ano anterior.

### Atividade como pregador

#### Leipzig

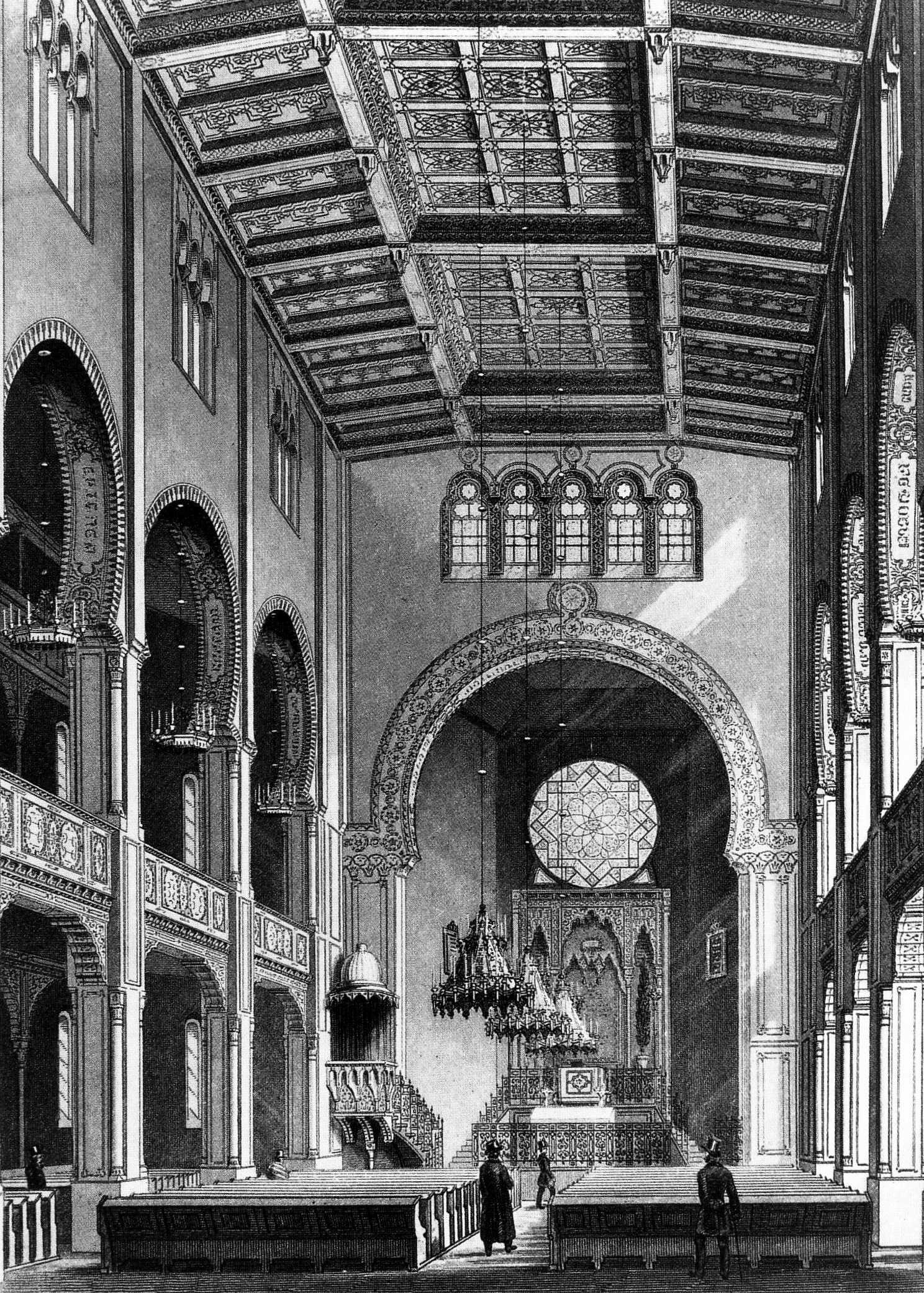
Grande sinagoga comunitária em Leipzig, consagrada por Jellinek em 1855, destruída durante a chamada “Noite dos Cristais” em 1938

Em 1845, após a formação de uma comunidade religiosa israelita em Leipzig sob os auspícios do rabino de Dresden, Zacharias Frankel, Jellinek foi eleito pregador da comunidade e, em 1847, também se tornou professor de religião na recém-fundada escola religiosa judaica. Assim como o rabino Frankel, que mais tarde se tornou o primeiro diretor do Seminário Teológico Judaico em Breslau, Jellinek representava a chamada “escola histórico-positiva” em Leipzig, que considerava as reformas necessárias, mas, em contraste com os reformadores radicais, queria realizá-las segundo a tradição, sem romper com ela.
Em 1848, o ano da revolução, Jellinek e clérigos cristãos fundaram uma “Associação da Igreja para Todas as Denominações Religiosas”, que exigia, entre outras coisas, o tratamento igualitário de judeus e cristãos, e clamava pela compreensão mútua e pela eliminação de preconceitos. Embora rejeitasse as ideias revolucionárias radicais de seu irmão mais novo, Hermann, ele acolheu as liberdades trazidas pela revolução de 1848 e identificou os valores do liberalismo com os do judaísmo. Assim, em 3 de junho, quando parecia que a revolução havia prevalecido, ele escreveu: “Todo judeu é um soldado nato da liberdade; sua religião o ensina a ser livre, a exercer direitos iguais, a não demonstrar honra idólatra a nenhum homem, a cuidar dos oprimidos; sua posição na sociedade exige inexoravelmente que ele defenda o novo sistema com toda a sua força”. Anos mais tarde, em sua eulogia (bênção) ao Imperador Maximiliano do México, que foi executado sumariamente em 1867, ele fez alusão ao ano de 1848 e ao seu irmão, que havia sido executado por um tribunal militar, e exigiu com clareza incomum a abolição da pena de morte para crimes políticos e uma reforma dos procedimentos legais.
Jellinek se considerava totalmente alemão e havia se juntado à “Associação para a Proteção dos Interesses Alemães nas Fronteiras Orientais”, fundada em Leipzig em 1848 e composta por cristãos e judeus, que se propôs a apoiar os alemães contra a suposta opressão da população eslava nos países eslavos. “Os judeus são alemães na Áustria, Boêmia, Hungria, Galícia, Morávia e Silésia. Nos países onde há uma mistura de idiomas, os judeus representam a língua alemã, portadora da cultura, da educação e da ciência”, ele estava convencido.
Em maio de 1850, Jellinek casou-se com Rosalie Bettelheim, de 18 anos, que, conforme os desejos do marido, não assumiu a posição usual na comunidade para as esposas de rabinos, mas dedicou-se exclusivamente à família. A ocupação acadêmica mais importante de Jellinek nessa época foi a coleção e edição de midrashim dispersos e extra-canônicos, lendas e palestras curtas, que ele publicou a partir de 1853 sob o título “Bet ha-Midrash”, os primeiros quatro volumes em Leipzig e mais dois em Viena. Em setembro de 1855, inaugurou o “Novo Templo Israelita”, a posterior Grande Sinagoga Comunitária, cuja construção ele apoiou ativamente.

#### Viena

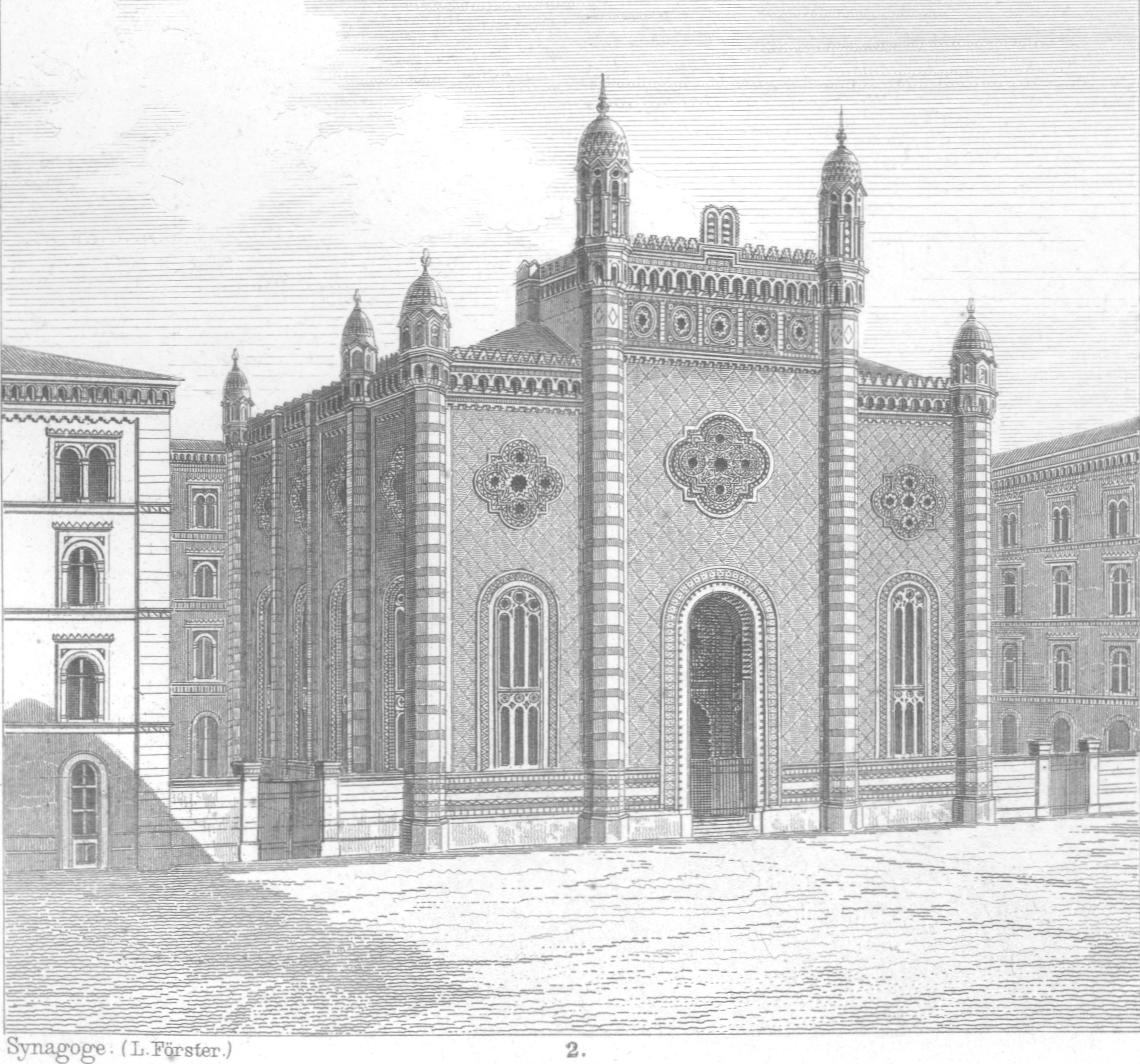
Templo de Leopoldstadt, Viena, consagrado por Jellinek em 1858, destruído durante a chamada “Noite dos Cristais” em 1938

Em 1856, Jellinek foi eleito para Viena como o segundo pregador ao lado de Isaak Mannheimer no Templo de Leopoldstadt, que ainda estava em construção, mas após se mudar para Viena no ano seguinte, ele inicialmente pregou ao lado de Mannheimer no Templo da Cidade até que conseguiu inaugurar a sinagoga em Leopoldstadt, 2.º distrito de Viena, em junho de 1858. Em Viena, o chamado “Minhag vienense”, um serviço moderadamente reformado, era usado nas sinagogas comunitárias. De acordo com Mannheimer, Jellinek se esforçou para evitar um cisma buscado pelos judeus ortodoxos e, portanto, absteve-se de instalar um órgão na nova sinagoga, o que ele queria originalmente, mas usou palavras duras contra os “chamados ortodoxos”, que estavam em aliança com o governo clerical-conservador contra seus correligionários progressistas.
Em Viena, Jellinek havia se tornado um porta-voz do liberalismo político judaico, publicando seus artigos no jornal judaico mais importante da Áustria na época, o semanário “Die Neuzeit”, fundado em 1861, que ele assumiu como editor em 1882. Por sugestão sua, foi fundada uma casa de estudos judaica em novembro de 1863, que ele chamou de “Bet ha-Midrash” (em português, “Casa de Estudos”) que era dedicada ao estudo do judaísmo tradicional como parte da “ciência do judaísmo”. Em 1862, quando os judeus austríacos obtiveram o direito de votar e se candidatar, Jellinek concorreu ao parlamento estadual da Baixa Áustria, mas perdeu para o prefeito de Viena, Andreas Zelinka.
Jellinek foi um dos primeiros judeus da Áustria a reconhecer corretamente o perigo do antissemitismo moderno emergente. “O judeu é mais uma vez relegado a um gueto, onde deve permanecer em nome de uma natureza inexorável e inalteravelmente criativa; sua importância na história mundial é obscurecida de uma vez por todas. Aqui, nessa nova questão judaica, não se trata de um grau maior ou menor de direitos políticos para o judeu, mas do homem inteiro, de seu ser mais íntimo, de sua honra histórica mundial”, escreveu ele já em 1865. E na década de 1880: “O antissemitismo é um produto berlinense, barato, mas muito ruim, composto do velho preconceito religioso e nacional que foi criado, do ódio racial e religioso, da inveja e do ressentimento e daquele ingrediente peculiar de Berlim que consiste em Muckerthum, Junkerthum, metafísica, cerveja de trigo e schnapps”.

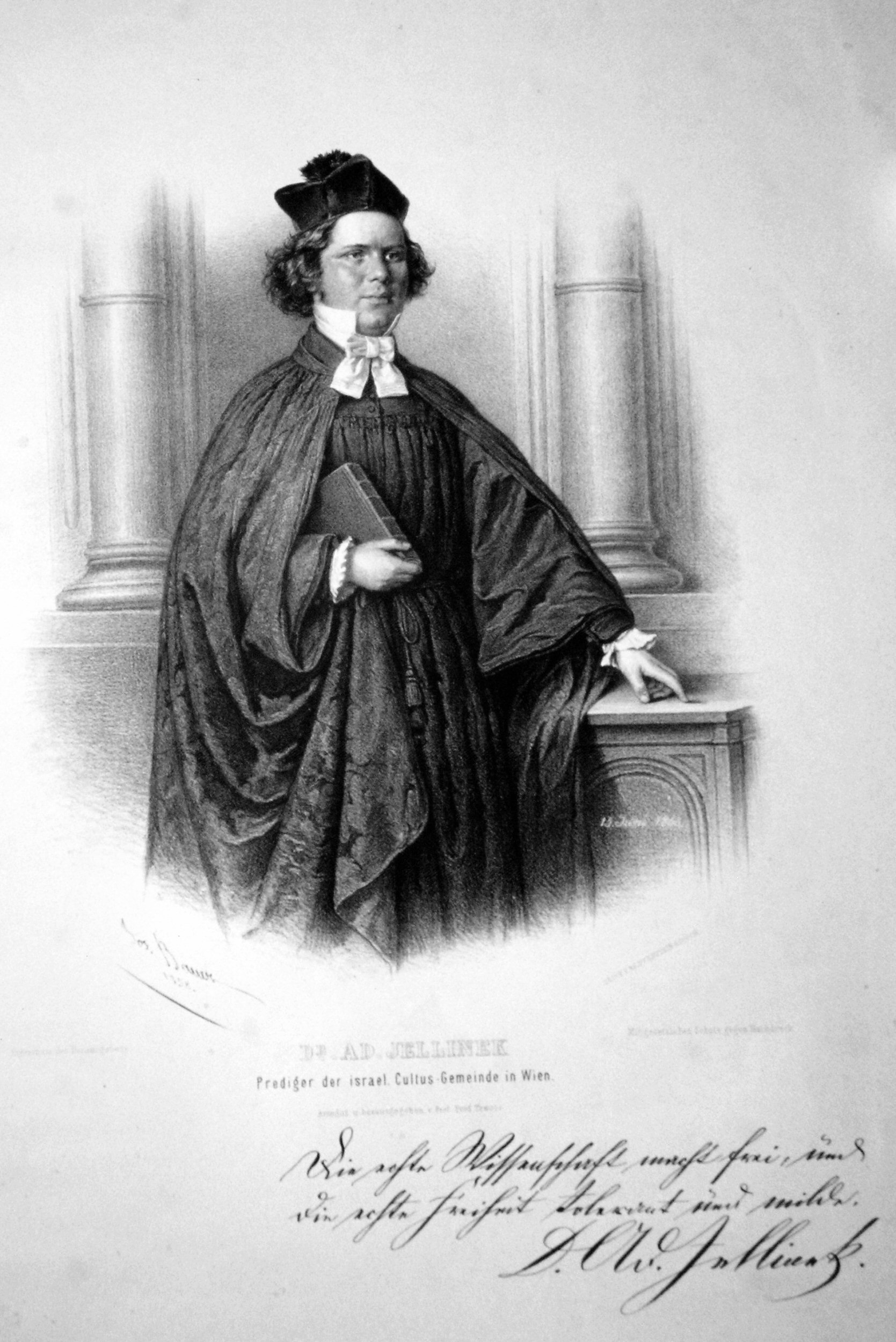
Adolf Jellinek, litografia de 1858

Como a maioria dos judeus assimilados, ele se opunha ao crescente nacionalismo judaico e às ideias sionistas em resposta ao antissemitismo na Rússia de Leo Pinsker, que lhe pedira apoio, bem como aos primeiros sionistas vienenses em torno de Nathan Birnbaum, pois considerava o sionismo a confirmação da tese antissemita de que os cidadãos judeus eram elementos estranhos às sociedades europeias.  Como a maioria dos judeus modernos do século XIX, Jellinek não considerava os judeus como uma nação; em vez disso, ele os via como membros de uma tribo que se adaptava aos povos e às circunstâncias ao redor. Seu destino era dedicar-se à pátria europeia e, ao mesmo tempo, cumprir as metas religiosas do judaísmo. Como Mannheimer antes dele e Güdemann depois, Jellinek estava convencido de que a tarefa dos judeus era disseminar o conhecimento do Deus único em todo o mundo, o que só foi possível graças à diáspora. Segundo Marsha Rozenblit, ele não via o povo judeu como um grupo etnorreligioso, unido em sua fé em Deus e por meio de sua ética, e não foi o primeiro representante do nacionalismo judaico ou do sionismo humanista, como Alexander Altmann, por exemplo, o considera. “Sião” deveria manter seu papel na fé e nas esperanças futuras dos judeus, mas para Jellinek o retorno dos judeus à Palestina estava ligado à vinda do Messias e “Sião” era mais um símbolo da redenção de toda a humanidade.
Jellinek se via como um representante e líder espiritual da comunidade. Em contraste, o trabalho pastoral pouco significava para ele e ele deixava as decisões sobre questões de lei religiosa para os rabinos do rabinato vienense. Os conservadores o acusavam de não viver conforme a lei religiosa — sua esposa não mantinha uma casa kosher — e sua decisão de não ler o contrato de casamento, o Ketubá, nos casamentos, como era tradicionalmente costumeiro, também gerou críticas. Ele era a favor de uma regulamentação menos rigorosa para as conversões ao judaísmo e também reconhecia como judeus os meninos judeus não circuncidados. Na chamada “disputa sobre o culto de Viena” de 1871/1872, Jellinek permaneceu neutro, embora fosse a favor de inovações e considerasse o judaísmo estritamente ortodoxo um obstáculo para os judeus progressistas. A disputa surgiu depois que a liderança da comunidade decidiu implementar as inovações do Sínodo de Leipzig de 1869 em Viena. Essas inovações, que previam a introdução do órgão e o cancelamento das orações que incluíam o retorno dos judeus a Sião e o serviço de sacrifício, sofreram a oposição das forças conservadoras. A disputa foi resolvida com um acordo.

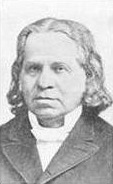
Adolf Jellinek

Em 1865, Jellinek sucedeu Mannheimer, já falecido, no templo da cidade; seu sucessor no templo de Leopoldstadt foi Moritz Güdemann, que era relativamente conservador em questões religiosas e tinha o título de rabino e também o de pregador. Em março de 1892, ambos receberam o título de rabino-chefe pela diretoria da comunidade religiosa, mas Jellinek continuou a se chamar de “pregador”.
Jellinek era considerado um dos grandes pregadores judeus de sua época. Mais de 200 de seus sermões foram publicados e alguns foram traduzidos para outros idiomas. Ele preparava seus sermões nos mínimos detalhes; diz-se que ele precisava de três dias para preparar um sermão de sábado, não somente memorizando o texto, mas também ensaiando sua apresentação e seus gestos. Jellinek impressionava o público com sua retórica e seu dom de tecer inúmeros midrashim em seus sermões, que poderiam ser considerados midrash. Um de seus discursos mais famosos foi proferido no último dia da Páscoa de 1861, no qual ele relacionou a história do Êxodo do Egito, celebrado na Páscoa, e o Cântico dos Cânticos, lido no culto do sábado durante a Páscoa, conforme o costume asquenaze, com a nova liberdade da época, já que “todas as nações ... se reúnem em torno da bandeira da liberdade e da paz, e (...) cantam o hino da humanidade, da humanidade que redime e liberta as nações”.
Os sermões de Jellinek foram criticados pelos conservadores como superficiais e sem conteúdo. Um dos sucessores de Jellinek, David Feuchtwang, disse que “estética e pathos” eram mais importantes do que “ethos”, Moritz Güdemann escreveu em suas memórias ainda não publicadas que os sermões de Jellinek tinham mais probabilidade de “cativar aqueles que haviam crescido na forma tradicional talmúdica de ensinar e aprender (...) do que pessoas com uma educação estética”. Em sua opinião, faltavam também a “elaboração científica (...) e a execução consistente de um pensamento” e o “calor correto do sentimento”. Adolf Frankl-Grün era da opinião oposta, elogiando o “sentimento profundo, o arranjo lógico, a fluência da expressão, o julgamento correto, o amplo conhecimento da natureza humana e do povo, (que) estavam imbuídos do espírito judaico”. Alexander Altmann, que considerava Mannheimer como a figura de pregador mais notável do século XIX, descreveu Jellinek como o “pregador mais fascinante” de sua época, mas criticou seus sermões por “carecerem de um espírito religioso mais profundo”. Jellinek pregou seu último sermão em 22 de dezembro de 1893. Ele morreu em 28 de dezembro e, no dia seguinte, publicou um editorial no “Neuzeit” no qual defendeu o judaísmo e a ética universalista judaica pela última vez contra o antissemitismo dos inimigos dos judeus e seus interesses de grupo. Ele foi enterrado em 31 de dezembro no Cemitério Central de Viena em um túmulo de honra em Zeremonienallee.

## Publicações (selecionadas)
- Sefat Chachamim, oder Erklärung der in den Talmuden etc. vorkommenden persischen und arabischen Wörter. Leipzig 1846, Suplementos 1847.
- Elischa ben Abuja genannt Acher. Zur Erklärung und Kritik der Gutzkow’schen Tragödie „Uriel Acosta“. Leipzig 1847.(on-line)
- Moses ben Schem-Tob de Leon und sein Verhältniß zum Sohar. Eine historisch-kritische Untersuchung über die Entstehung des Sohar. Leipzig 1851. (Reimpressão: Hildesheim 1988, ISBN 3-487-09051-1) (on-line)
- Beiträge zur Geschichte der Kabbala. Leipzig, caderno 1, 1852, caderno 2, 1852. Reprint Arno Press, Nova Iorque 1980, ISBN 0-405-12264-0, Hildesheim 1988, ISBN 3-487-09051-1 (on-line)
- Auswahl kabbalistischer Mystik, zum Theil nach Handschriften zu Paris und Hamburg, nebst historischen Untersuchungen und Charakteristiken. Leipzig 1853. (Reimpressão: Hildesheim 1988, ISBN 3-487-09051-1) (on-line)
- Thomas von Aquino in der juedischen Literatur. Leipzig 1853. (on-line)
- Bet ha-Midrasch. Sammlung kleiner Midraschim und vermischter Abhandlungen aus der ältern jüdischen Literatur. 6 volumes, Leipzig/Viena 1853–1877. (1.º volume (1853) on-line), (2.º volume (1853) on-line), (3.º volume (1855) on-line), (4.º volume (1857) on-line)
- Philosophie und Kabbala. Leipzig 1854.
- Gesammelte Predigten. Três volumes, Viena 1862–1866.
- Der jüdische Stamm. Ethnographische Studien. Viena 1869. (on-line)
- Der jüdische Stamm in nichtjüdischen Sprichwörtern. Três volumes, 1882–1886. (on-line)
- Mehrere kleinere Publikationen von 1876 bis 1889 zu den frühen Talmudkommentatoren, jüdischen Namen, Haggada, aber auch zu den Pogromen während des ersten Kreuzzugs oder der Disputation von Barcelona 1263.
- Im Vaterhause Lord Beaconsfield. Viena 1881. (on-line)

### Traduções e edições
Tradução do francês:
- Adolphe Franck: Die Kabbala oder die Religions-Philosophie der Hebräer. Traduzido, aprimorado e reproduzido por Ad.Gelinek. Heinrich Hunger, Leipzig 1844, OCLC 6882509. (on-line) (Nova edição: Weber, Amsterdam 1990, ISBN 90-73063-01-9).

Edições de escritos judaicos antigos:
- Bahya ben Joseph ibn Pakuda (século XI): Chowot ha-Lewawot (“Pflichten der Herzen”, Original árabe: Kitāb al-Hidāya ilā Farā'iḍ al-Qulūb), Tradução hebraica de Jehuda ibn Tibbon, com uma introdução e fragmentos da tradução de Josef Kimchi ampliados por Adolph Jellinek. Leipzig 1846.
- Menachem ben Jehuda de Lonzano (séculos XVI/XVII): Ma'arik. Enth. Erklärung von Fremdwörtern in den Talmuden, Midraschim und dem Sohar und Mittheilung von Erzählungen, verf. von Menachem de Lonzano. edição Adolph Jellinek, Leipzig 1853.
- Solomon Alami (séculos XIV/XV): Iggeret Musar (Carta sobre a moralidade). R. Salomo Alʻami's Sittenlehren in Form eines Sendschreibens an einen Schüler i. J. 1415 in Portugal geschrieben. edição de Adolph Jellinek, Leipzig 1854.(on-line)
- Judah Messer Leon (século XV): Sefer ha-halaṣa (Nofet Zufim), R. Jehuda Messer Leon's Rhetorik, nach Aristoteles, Cicero und Quintilian mit besonderer Berücksichtigung auf die Heilige Schrift. Viena 1863.
- Abraham Abulafia (século XIII): Sefer ha-Ot. Apokalypse des Pseudo-Propheten und Pseudo-Messias Abraham Abulafia. Publicação de aniversário para o 70.º aniversário do prof. H. Graetz, Breslau 1887.